# Barrett Carnahan
Pour les articles homonymes, voir Carnahan.
Barrett Carnahan, né le 22 septembre 1992 en Ohio, est un acteur américain.

## Filmographie

### Cinéma
- 2011 : Super 8 : un soldat (non crédité)
- 2011 : The Pledge : Tory Hedderman
- 2012 : Fun Size : un élève
- 2013 : A Christmas Tree Miracle : Nick George
- 2014 : A Matter of Faith : Tyler Mathis

### Télévision
- 2013 : Drop Dead Diva : Isaac Yordy
- 2014 : Les Thunderman : Lincoln « Link » Evilman
- 2014 : Reckless : La Loi de Charleston : Darren Kelsey
- 2014 : Sleepy Hollow : Sherman
- 2014 : Constantine : Nathan Bowman
- 2015 : Agent K.C. : Spencer
- 2015 : Modern Family[1]
- 2015–2016 : Les Thunderman : Link Evilman (9 épisodes)
- 2016 : Grey's Anatomy : David[1]
- 2016 : Colony : Ian
- 2016 : Bones : Joey
- 2016 : Good Girls Revolt : Randy
- 2016 : Best Friends Whenever : Sebastian (2 épisodes)
- 2017 : Good Behavior : Bryce
- 2018 : Grown-ish : Big Dave (2 épisodes)[1]
- 2018 : Co-Ed : Leo
- 2018 : Alexa et Katie : Aiden (7 épisodes)[2]
- 2019 : College : Logan Murphy[3]
- 2020 : Cobra Kai : John Kreese jeune (3 épisodes)
- 2020 : Just Add Magic: Mystery City : Cousin Matty
- 2021 : Cobra Kai : Kreese jeune (3 épisodes)
- 2021 : Cruel Summer : Derek Turner (7 épisodes)[4]
- 2021 : One of Us Is Lying : Jake Riordan (8 épisodes)[5]

2023 : Chargés à bloc : Billy